# Haskard Highlands
Die Haskard Highlands sind ein Gebirgszug aus Gipfeln und Bergkämmen im ostantarktischen Coatsland. Sie befinden sich zwischen dem Blaiklock-Gletscher und dem Stratton-Gletscher in der Shackleton Range. Höchste Erhebung ist mit 1210 m Mount Weston. Auch entsprechende Formationen zwischen Mount Provender und dem Pointer-Nunatak gehören zu ihnen.
Kartiert wurden sie 1957 von Teilnehmern der Commonwealth Trans-Antarctic Expedition (1955–1958) unter der Leitung des britischen Polarforschers Vivian Fuchs. Das UK Antarctic Place-Names Committee benannte sie 1971 nach Cosmo Haskard (1916–2017), von 1964 bis 1970 Gouverneur der Falklandinseln.